# Poppy.Computer
Poppy.Computer è l'album di debutto della cantante statunitense Poppy, pubblicato il 6 ottobre 2017 da Mad Decent. Le tracce furono registrate con Simon Wilcox, Titanic Sinclair, Chris Greatti e Ryosuke Sakai. Fortemente influenzato dalla musica e cultura giapponese, è un album pop e fu incluso nella lista dei migliori album pop del 2017 della rivista Rolling Stone.

## Descrizione
L'album è stato scritto a Los Angeles nel 2016 da Poppy e Titanic Sinclair, con l'aiuto di Simon Wilcox e Chris Greatti dei Blame Candy. Verso la fine dell'anno, Poppy e Titanic andarono in Giappone per lavorare con i produttori sul disco, poi tornandoci nella primavera del 2017 per terminarlo.
Il 6 maggio 2017, Poppy ha confermato su Twitter che il suo album di debutto era stato completamente steso. Nello stesso tweet Poppy confermò anche che ci sarebbe stato un tour per promuovere l'album. Quando una fan le ha chiesto se poteva pubblicare l'album lei stessa ha dichiarato:
Dopo essere stata intervistata per un articolo su Wired, il sito ha trapelato per sbaglio la data di uscita dell'album, il 6 ottobre 2017, che è anche l'anniversario della creazione del canale YouTube di Poppy.
L'8 settembre 2017, Poppy ha ufficialmente annunciato il suo prossimo album nel video "Poppy.Computer". Anche se non singoli, "Moshi Moshi" e "Bleach Blonde Baby" ricevettero video musicali, l'ultimo venendo rappresentato su Total Request Live il 29 gennaio 2018.

## Singoli
Poppy ha rilasciato 5 singoli provenienti da Poppy.Computer:
- I'm Poppy è stato rilasciato il 14 febbraio 2017 come primo singolo.[8]
- Computer Boy è stato rilasciato il 19 maggio 2017 come secondo singolo dall'album. Fu nominato come Canzone dell'Anno agli Unicorn Awards.[9]
- Let's Make a Video è stato rilasciato il 22 giugno 2017, come terzo singolo. L'11 luglio 2017 è uscito anche il video musicale.
- Interweb è stato rilasciato come quarto singolo il 17 luglio 2017[10], con un video musicale pubblicato il 21 luglio 2017. Per promuovere il singolo, Poppy ha presentato la canzone al The Late Late Show with James Corden.[11]
- My Style è stato rilasciato come quinto singolo il 1º settembre 2017.

## Composizione
Poppy.Computer è stato etichettato dai critici come un album art pop, synth-pop, elettropop e bubblegum pop.
L'album è stato descritto come essere molto diverso dal suo EP di debutto Bubblebath (2016), Poppy racconta:
"Queste canzoni sono una collezione di scritti ispirati dall'entusiasmo e dall'immaginazione".

## Accoglienza
| Recensione  | Giudizio |
| ----------- | -------- |
| AllMusic    | [ 3 ]    |
| The Ithacan | [ 16 ]   |
| The Mustang | 8/10     |
| CommRadio   | 8/10     |

Le recensioni dell'album sono generalmente positive. The Ithacan ha dato 5 stelle su 5 all'album, descrivendo la musica di Poppy "accattivante come i suoi video particolari". The Mustang ha osservato che "l'album, sebbene centrato sul pop, varia ancora con diversi strumenti e atmosfere" e che l'album ha fatto un buon lavoro nell'inviare il suo messaggio agli ascoltatori. CommRadio ha osservato che la personalità di Poppy ha brillato attraverso l'intero album, e che l'album "esegue perfettamente ciò che si prefigge di fare".
Neil Z. Yeung di All Music nota un' "iniezione" di J-Pop nelle "vene computer" di Poppy, menzionando che l'album risulta essere un "pezzo di Art pop che suona come Lady Gaga nel suo periodo Fame incontra Grimes o Gwen Stefani nella sua fase L.A.M.B." suggerendo anche che "pensiamone come la 'Material Girl' dell'era dell'internet". Maura Johnston dei Rolling Stone dichiara che "aggiunge la sua voce eterea a gloss-pop iper-stilizzato ricco di dettagli", scrivendo anche che "Il resoconto strambo della microcelebrità, voci singhiozzanti e produzione intricata di Poppy.Computer la salva da quel fato".

### Liste di fine anno
| Sito          | Categoria                  | Anno | Posizione | Nota   |
| ------------- | -------------------------- | ---- | --------- | ------ |
| Rolling Stone | 20 Best Pop Albums of 2017 | 2017 | 18        | [ 20 ] |

## Tracce
1. I'm Poppy – 3:06 (Moriah Pereira, Corey Mixter, Ryosuke Sakai)
2. Let's Make a Video – 2:52 (Moriah Pereira, Masanori Takumi, Corey Mixter)
3. Bleach Blonde Baby – 3:29 (Moriah Pereira, Simon Wilcox, Corey Mixter)
4. My Microphone – 2:51 (Moriah Pereira, Chris Greatti)
5. Moshi Moshi – 3:41 (Moriah Pereira, Chris Greatti)
6. Computer Boy – 2:51 (Moriah Pereira, Chris Greatti)
7. My Style (feat. Charlotte) – 2:37 (Moriah Pereira, Serge Courtois, Simon Wilcox, Corey Mixter)
8. Fuzzy – 2:50 (Moriah Pereira, Chris Greatti)
9. Interweb – 3:49 (Moriah Pereira, Simon Wilcox, Corey Mixter)
10. Software Upgrade – 3:26 (Moriah Pereira, Simon Wilcox, Corey Mixter)
11. Pop Music – 2:45 (Moriah Pereira, Simon Wilcox, Corey Mixter)

Lunghezza totale: 34:17 minuti.

## Classifiche
| Nazione                          | Posizione |
| -------------------------------- | --------- |
| Stati Uniti (Top Heatseekers)    | 11        |
| Stati Uniti (Independent Albums) | 33        |

## Poppy.Remixes
Poppy.Remixes è un EP e il primo disco di remix di Poppy, pubblicato il 16 marzo 2018 in digitale da Mad Decent. L'EP contiene versioni remixate delle tracce "Interweb" e "Moshi Moshi" dell'album Poppy.Computer.

### Tracce
1. Interweb (Nebbra Remix) – 4:18
2. Moshi Moshi (Noboru Remix) – 3:39
3. Moshi Moshi (Mitch Murder Remix) – 3:35
4. Moshi Moshi (Clarabell Remix) – 3:09
5. Moshi Moshi (YUTO Remix) – 4:23

Lunghezza totale: 19:24 minuti.